# Pēteris Stučka
Pēteris Ivánovich Stučka (Koknese, 14 de julio de 1865 - Moscú, 25 de enero de 1932), con frecuencia designado con su nombre ruso Piotr (o Pētr) Ivánovich Stuchka (en alfabeto cirílico Пётр Ива́нович Сту́чка) y en ocasiones en la grafía alemana Peter Stutschka, fue un abogado y político letón, presidente y primer ministro de la República Soviética de Letonia desde el 15 de enero al 22 de mayo de 1919.
Fue también jurista soviético, ocupando numerosos puestos en la Unión Soviética, como comisario del pueblo de Justicia de noviembre de 1917 a marzo de 1918 y presidente del Tribunal Supremo de la República Socialista Federativa Soviética de Rusia de enero de 1923 a enero de 1932.

## Un partisano marxista
Pēteris Stučka nació el 14 de julio de 1865 en Riga, cerca de Koknese, en Livonia, en una familia de campesinos ricos. En 1884, tras haber efectuado sus estudios en un colegio letón, ingresa en la Facultad de Derecho de la Universidad de San Petersburgo, con el objetivo de convertirse en abogado.
En la época, un movimiento letón de influencia marxista, la Jaunā strāva ("Nueva Corriente", cuyos miembros eran denominados jaunstrāvnieki) circulaba por el campus universitario. Stučka se adhiere y se encuentra con un compatriota letón, Jānis Rainis, con el que entabla amistad. En 1888, obtienen sus diplomas de abogados y vuelven a Riga.
El 18 de octubre del mismo año, Stučka se convierte en redactor jefe del diario marxista Dienas Lapa ("Hoja del Día") mientras que Rainis ocupa el puesto de redactor. Mientras tanto, Stučka se casó en 1896 con la hermana de Rainis, Dora Pliekšāns (1870-1950). Los tres había participado por iniciativa de Dora en el III Congreso de la Internacional Socialdemócrata en Zúrich (1893), el cual fue inaugurado por Friedrich Engels y donde Augusto Bebel dio recomendaciones sobre cómo enciarar libros ilegales a Letonia. En 1897, la Nueva Corriente y el Dienas Lapa son prohibidos, y los dos compañeros son condenados a cinco años de deportación en Siberia.

## Stučka y el LSDSP
A su regreso de Siberia, Stučka retoma su trabajo de abogado y continúa su actividad política. Así, en 1904, participa en la creación del Partido Obrero Socialdemócrata Letón (LSDSP), del que será miembro del comité central. El LSDSP consigue rápidamente cerca de 14.000 afiliados.
Al año siguiente estalla en Rusia la revolución de 1905. Stučka participa activamente en los acontecimientos y, 9 de enero, el LSDSP toma la cabeza de la revuelta en Riga y organiza una huelga general. Esta gran manifestación fue duramente reprimida por las tropas del zar.
En 1906 el LSDSP se emancipa del Partido Obrero Socialdemócrata de Rusia y se rebautiza como Socialdemócrata de Letonia (LSD). Sin embargo, numerosos miembros del partido son arrestados por lo que en 1911 el partido solo cuenta con 2.000 afiliados.

## Un militante bolchevique
Ese mismo año, Stučka se reúne con Lenin, adhiriéndose a las tesis bolcheviques. Le ayudará a organizar en 1907 el Partido Bolchevique de San Petersburgo. A partir de 1911, se convierte en uno de los redactores del periódico bolchevique Zvezdá ("Estrella") y luego de su sucesor Pravda ("Verdad"), hasta que fueron prohibidos en 1914.
Poco después, en 1915, Stučka orienta el LSD hacia la ideología bolchevique, relegando progresivamente a los mencheviques. Pero el LSD ya no es el partido grande que era, y en 1916 solo tiene 500 miembros.
En febrero de 1917, Stučka participa, una vez más, en la Revolución de Febrero. Se erigirá entonces como jefe del LSD y de la facción bolchevique letona, siendo redactor del Pravda. Por iniciativa del Comité Central de la SDL fue creado en Riga el Comité Ejecutivo del Consejo de Trabajadores, Fusileros y Diputados sin Tierra de Letonia, Iskolat, de cuyos 27 miembros, 24 eran bolcheviques y tres eran mencheviques. Después de la captura de Riga por las tropas alemanas, el 21 de agosto de 1917, el Iskolat se vio obligada a evacuar a Valmiera y a finales de septiembre, a Valka.
Mientras estaba en Valka, el Iskolat tomó parte activa en la preparación y coordinación de la Revolución de Octubre en los territorios de la futura Letonia, que no fue ocupada por los militares alemanes. Como en las filas del 12º ejército ruso y los Fusileros Letones, presentes en la región, los bolcheviques eran mayoría, el Iskolat asumió el poder local mediante consejos revolucionarios. 
A continuación de la Revolución de Octubre, Stučka fue nombrado comisario del pueblo para la Justicia (equivalente a un ministro), puesto que ocupó hasta marzo de 1918. Luego en agosto de 1918, fue nombrado substituto del comisario del pueblo de Asuntos Exteriores.

## Stučka al frente del gobierno de Letonia
El 3 de marzo de 1918, el gobierno bolchevique renunció, por el Tratado de Brest-Litovsk a los territorios bálticos. Bajo la ocupación alemana del país, el 17 de junio de 1918, los mencheviques que rechazan la autoridad de los bolcheviques, reforman el Partido Obrero Socialdemócrata Letón (LSDSP). Y el 18 de noviembre de 1918, siete días después del final de la Gran Guerra, el nacionalista letón Kārlis Ulmanis declara la independencia de Letonia.

### Ofensiva bolchevique
Aprovechando la derrota de Alemania, los bolcheviques no tardaron en reaccionar e invadieron Letonia. El 17 de diciembre de 1918, fue proclamada la República Soviética Socialista de Letonia. Stučka asumió el mando del "Gobierno de los Obreros, los soldados y los sin tierra" y el 23 de diciembre, el gobierno de Lenin reconoció su autoridad independiente. Instaló su gobierno en Valka y luego en Riga, tras su toma por los bolcheviques el 3 de enero de 1919.
Stučka tomó como modelo político a Lenin. Adopta el 15 de enero una constitución calcada a la de la Rusia bolchevique, se proclama presidente y primer ministro e instaura una dictadura del proletariado. Comenzó con una lucha violenta contra aquellos que no reconocen su autoridad. Tras cierto tiempo, lleva a cabo numerosas reformas sociales como la confiscación del ganado y la nacionalización de las tierras y las empresas, que son confiadas a comités de control obreros. El 6 de marzo de 1919, Stučka se convierte oficialmente en presidente del Partido Comunista de Letonia, que contaba con 7500 militantes en ese momento.

### Retirada
Aunque los bolcheviques ocuparon prácticamente toda Letonia, debieron enfrentarse a otros dos gobiernos letones. El gobierno de Kārlis Ulmanis, apoyado por los Aliados, y el gobierno de Andrievs Niedra, el hombre de paja del general alemán Rüdiger von der Goltz. Pero las tropas de Stučka, desorganizadas y poco entrenadas, se quedaron inactivas ante el avance rápido de los cuerpos de von der Goltz. Así, el 23 de abril de 1919, los alemanes tomaron Rīga.
Las tropas del ejército blanco del norte comandadas por Aleksandr Rodzianko lanzaron una ofensiva contra los bolcheviques a partir del 13 de mayo de 1919, que llevó a la toma de Pskov y Iamburg. Las tropas blancas al mando de Nikolái Yudénich y apoyadas por los británicos pasaron a la ofensiva contra Petrogrado, lo que obligó a los soviéticos a emplear lo mejor de sus tropas para defender esa ciudad clave. El gobierno soviético letón debió trasladarse a Daugavpils, controlando solo Latgale (región oriental de Letonia), pero esta fue tomada el 5 de enero de 1920 por tropas polacas y letonas. El gobierno de Stučka tuvo que reinstalarse en Rēzekne y el 23 de mayo de 1919, Stučka se vio obligado a refugiarse en Rusia.

## Un alto funcionario y jurista soviético
Hasta el 13 de enero de 1920, Stučka continúa presidiendo su gobierno soviético, a caballo entre la frontera rusa y Letonia. Pero el 11 de agosto de 1920, el gobierno ruso reconoce oficialmente la independencia de Letonia por el Tratado de Riga.
Stučka se une entonces al gobierno soviético de Moscú, convirtiéndose en 1920 en miembro de la dirección del Comintern. Y a partir de 1921, trabaja de nuevo en el Comisariado del Pueblo para la Justicia pero esta vez como substituto. Mientras tanto, en enero de 1923, Stučka dimite para convertirse en Presidente del Tribunal Supremo de la RSFS de Rusia, puesto que ocupó hasta su muerte. Stučka contribuyó también a la redacción de las leyes soviéticas. Consideraba que el Derecho penal era la mejor manera de combatir a los enemigos políticos del Estado.[cita requerida]
Stučka publicó numerosas obras jurídicas, tales como El Papel Revolucionario de la Ley y del Estado en 1921 y La Revolución de la Ley en 1923. Polemizó con los partidarios de las diversas teorías voluntaristas del derecho que no lo consideran como parte de las relaciones sociales. Para Stučka, el derecho se expresa en la estructura social como interés de clase y en la superestructura como norma promulgada por la autoridad coercitiva del Estado y como concepción ideológica de la justicia.  Por ese entonces, de 1925 a 1927, fue redactor jefe de la Enciclopedia El Estado y el Derecho soviética, en la que participaba también Evgeny Pasukanis, quien tenía una visión teórica reduccionista del Derecho, tendente a identificar directamente las relaciones jurídicas con las relaciones económicas subyacentes, menospreciando el momento normativo, esto es, el elemento formal característico del Derecho.
Fue uno de los fundadores y director, desde 1931, del Instituto de Derecho Soviético.
Pēteris Stučka murió el 25 de enero de 1932 en Moscú. Sus cenizas fueron enterradas en la Necrópolis de la Muralla del Kremlin de Moscú.